# Eupodotis
Eupodotis é um género de aves da família Otididae.
Ele contém as seguintes espécies, todas restritas à África:
- Abetarda-de-barriga-branca, Eupodotis senegalensis
- Abetarda-azul, Eupodotis caerulescens
- Abetarda-do-karoo, Eupodotis vigorsii
- Abetarda-de-rüppell, Eupodotis rueppellii
- Eupodotis humilis

A taxonomia de Sibley-Ahlquist expande este grupo, de forma a incluir também as abetardas classificadas nos géneros Lophotis, Afrotis, Lissotis, Houbaropsis e Sypheotides:
- Eupodotis savilei
- Eupodotis gindiana
- Abetarda-de-poupa, Eupodotis ruficrista
- Eupodotis afraoides
- Abetarda-de-asa-preta, Eupodotis afra
- Abetarda-de-barriga-preta, Eupodotis melanogaster
- Eupodotis hartlaubii
- Eupodotis bengalensis
- Eupodotis indica